# Вилем Елсхот
Вилем Елсхот (на нидерландски: Willem Elsschot) е фламандски писател и поет.

## Биография
Той е роден на 7 май 1882 година в Антверпен с името Алфонсус Йосефус де Ридер в семейството на пекар. През младостта си пътува много, а по време на Първата световна война се занимава с обществена работа. След войната основава рекламна агенция, която ръководи до края на живота си. Още преди войната става известен с първия си роман „Villa des Roses“ (1913), но най-голяма популярност му носят по-късните му романи „Lijmen/Het Been“ (1923/1938) и „Kaas“ (1933).
Вилем Елсхот умира на 31 май 1960 година в Антверпен.